# Nestor Machno

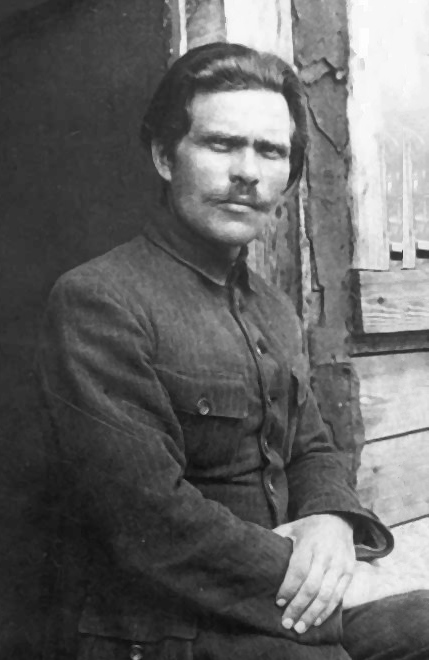
Machno in Roemenië, 1921

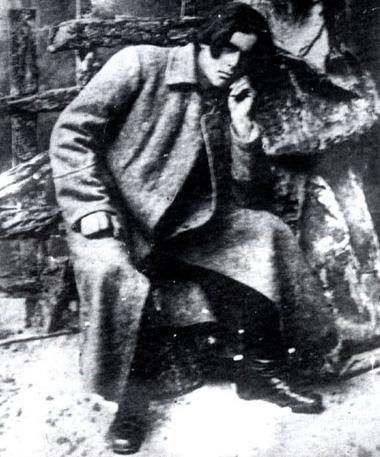
Machno in 1918

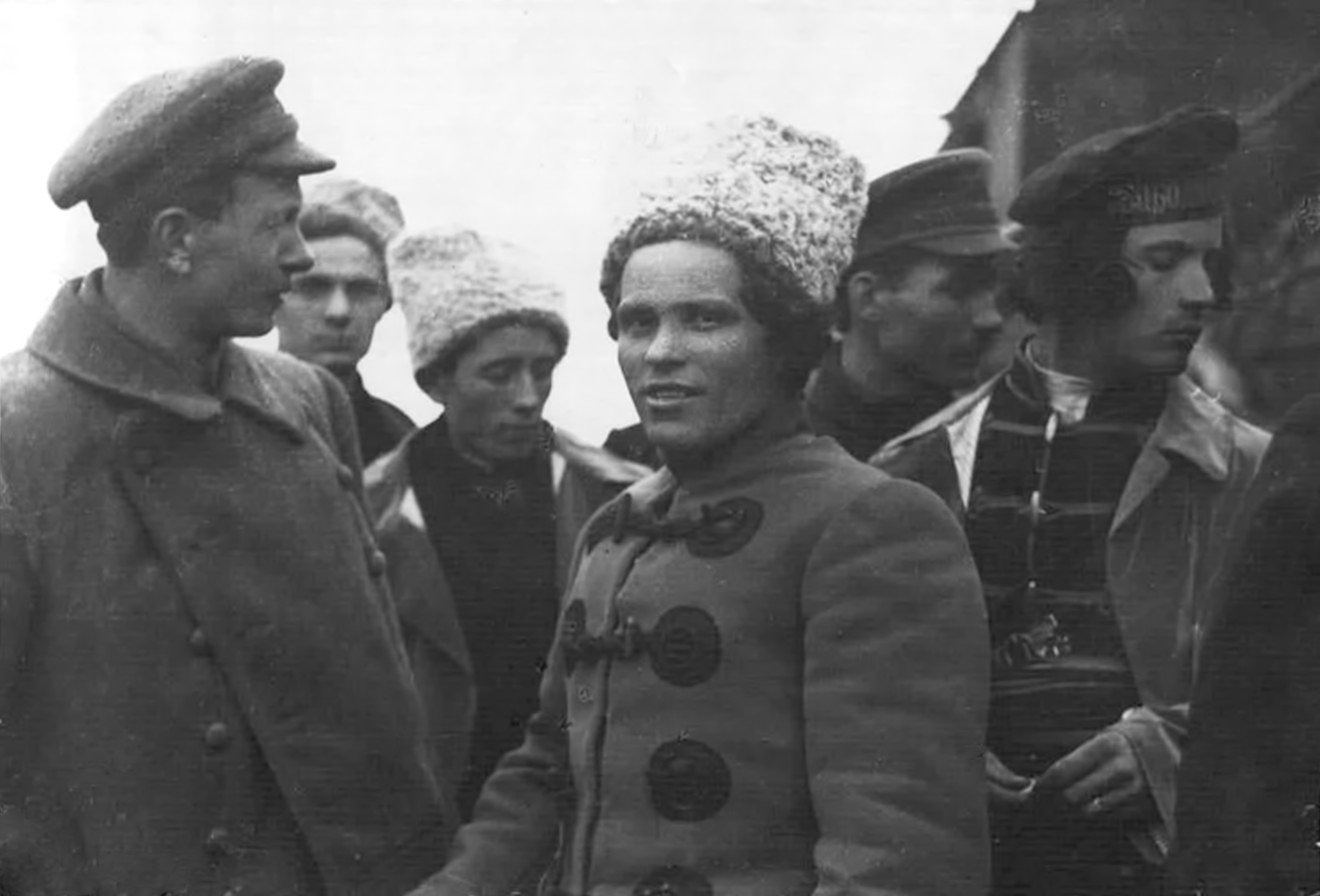
Machno met medestrijders, 1918

Nestor Ivanovitsj Machno (Oekraïens: Не́стор Іва́нович Махно́) (Hoeljajpole, Oekraïne, 26 oktober 1888 – Parijs, 6 juli 1934) was een Oekraïens partizanenleider en volksheld die tijdens de Russische Burgeroorlog als leider van het Zwarte Leger, onder anarchistische vlag, streed aan wisselende fronten tegen wisselende vijanden.

## Jonge jaren
Machno werd geboren als boerenzoon en kende een armoedige jeugd. Na de dood van zijn vader werd hij al op achtjarige leeftijd schaapsherder, later landarbeider, schilder en op zijn zeventiende arbeider in een ijzergieterij. Onder invloed van de Russische Revolutie van 1905 begon hij zich voor het anarchisme te interesseren en sloot zich aan bij een anarchistische groepering. In 1908 werd hij door een infiltrant verraden en voor het eerst gearresteerd. Na in 1910 ter dood te zijn veroordeeld zat hij vervolgens tot de februarirevolutie van 1917 gevangen in de Moskouse Boetirka-gevangenis (waar hij bevriend raakte met de anarchist en zijn latere biograaf Peter Arsjinov). Tijdens zijn gevangenisperiode liep hij tuberculose op, waarna een deel van zijn long werd verwijderd.
In 1917 keerde Machno terug naar zijn geboorteplaats Goeljaj-Pole in Oekraïne, waar hij een anarchistische boerenbond opzette, later hervormd tot een Sovjet. Ook richtte hij een brigade op die zich bezighield met de inbeslagname van de landgoederen van de plaatselijke adel.

## Revolutie en burgeroorlog
Tijdens de Russische Burgeroorlog bevochten Machno’s partizanen bijna iedereen: de Kozakken, de Duitsers, Petljoera’s Oekraïense nationalisten, rivaliserende bendes van talloze krijgsheren, de Witten en de Roden. De kracht van zijn guerrillaleger lag in de snelheid van zijn cavalerie, de steun die hij genoot van de boeren, zijn grondige kennis van het gevechtsterrein en de onvoorwaardelijke loyaliteit van zijn manschappen. Machno’s heldendaden waren niet altijd even roemrijk: naast overmatig alcoholgebruik werd hij ervan beschuldigd antisemitische pogroms te hebben georganiseerd. Deze beschuldigingen van antisemitisme en het begaan van pogroms zijn altijd onderwerp van discussie gebleven. De meeste van de belastende getuigenissen komen van politieke tegenstanders, zoals de Bolsjewieken en de Oekraïense nationalist Petljoera (de Oekraïense Rada-voorzitter van 1918-1920, die zelf van antisemitische plunderingen werd beschuldigd maar deze later deels op het bordje schoof van Machno), maar deze blijven ongedocumenteerd en onbewezen; Machno zelf alsook zijn medestrijders hebben het altijd ontkend, onder meer er op wijzend dat tal van Joden vooraanstaande posities bekleedden in diens partizanenleger. Officiers van het Oostenrijkse, Hongaarse en Duitse leger werden zonder pardon geëxecuteerd en de gevangen soldaten kregen de mogelijkheid om zich bij hen aan te sluiten of om terug naar huis te keren. Dit alles maakte hem onder de boeren tot een levende legende, vergelijkbaar bijna met Stenka Razin. Machno voerde de zwarte vlag van de anarchisten en streed voor een boerenrevolutie zonder staat, gebaseerd op de heerschappij van vrije, autonome Sovjets, zoals die sinds 1917 overal op het platteland waren ontstaan.
Het gebied dat door Machnos's Zwarte Leger werd gecontroleerd staat bekend als de Vrije Zone van Oekraïne. Toen de Witten in 1918 oprukten in Oekraïne stelde Machno zijn 15.000 mannen ter beschikking van de Roden. In ruil voor wapens sloten zijn troepen zich aan bij de divisie van Dybenko, hoewel ze daarbij hun eigen partizanenorganisatie in stand hielden. Toen Dybenko echter werd verslagen schoof Trotski de Rode nederlaag geheel af op hun gebrek aan discipline. In juni gaf hij bevel Machno als contrarevolutionair te arresteren en liet hij verscheidene van zijn aanhangers executeren. Machno zelf vluchtte echter met veel van zijn medepartizanen de bossen in en keerde zich vervolgens tegen de Roden. Er volgde een opstand die door de meeste boeren in het zuidoosten van Oekraïne werd gesteund en die nog tot eind 1921 zou aanhouden. Toen gaf Machno het op en vluchtte met een aantal medestrijders naar Roemenië.

## Verbanning en dood
Vanuit Roemenië vluchtte Machno verder naar Parijs, waar hij actief werd in anarchistische kringen en onder andere Buenaventura Durruti en Francisco Ascaso leerde kennen. Hij publiceerde in Malatesta's tijdschrift 'Dielo Troeda' en was mede-auteur van een anarchocommunistisch manifest Organisatorisch platform van de libertaire communisten (1926). Zijn ideeën werden echter in Parijs gezien als een ‘Bolsjevisering’ van het anarchisme en afgewezen. Verzwakt door diverse tijdens de burgeroorlog opgelopen verwondingen en een slechte gezondheid trok hij zich verbitterd terug. Hij werkte onder andere als timmerman, als hulparbeider bij de Parijse opera en in een Renault-garage. Machno stierf op vijfenveertigjarige leeftijd in 1934, vereenzaamd en onder kommervolle omstandigheden, uiteindelijk aan zijn oude tuberculose-kwaal. Hij werd begraven op het Cimetière du Père-Lachaise.